# Parisolabis iti
Parisolabis iti är en tvestjärtart som beskrevs av Hudson 1975. Parisolabis iti ingår i släktet Parisolabis och familjen skevtångtvestjärtar. Inga underarter finns listade i Catalogue of Life.